# دپارتمان پزشک قانونی شهرستان لس آنجلس
دپارتمان پزشک قانونی شهرستان لس آنجلس (انگلیسی: Los Angeles County Department of Medical Examiner-Coroner) به شکل امروزی خود در ۱۷ دسامبر ۱۹۲۰ بر اساس مصوبه‌ای که توسط هیئت نظارت شهرستان لس آنجلس به تصویب رسید، ایجاد شد. این دفتر از اواخر قرن نوزدهم به نوعی وجود داشته‌است.